# 褐鱒
褐鳟，為鮭形目鮭科鳟属的一種具有一定广盐性的淡水輻鰭魚，广泛分布于欧洲北大西洋沿海水系以及包括西亚和中亚部分地区在内的环地中海/黑海沿岸和内陆河流，是欧洲最常见的一种鳟鱼，也是欧洲鳟的模式种。
褐鳟的种小名trutta是拉丁语中“鳟鱼”的意思。美国鱼类学家罗伯特·J·本克（Robert J.Behnke）所给出的解释是褐鳟（指海中栖息洄游的亚种——海鳟）是卡尔·林奈在1758年版《自然系统》中描述的第一种鳟鱼，也是第一种以二名法命名的鳟鱼。林奈当时还命名了另外两个褐鳟的亚种：河鳟（当时称作Salmo fario） 和湖鳟（当时称作Salmo lacustris）。

## 分布
褐鳟的自然栖息区廣泛分布於歐洲，北至挪威北部和白海沿岸的俄罗斯河流，南至北非的阿特拉斯山脉，西至冰岛，向东甚至可达阿富汗和巴基斯坦境内的咸海，並被引進到世界其他地區。

## 特徵
本魚體呈紡錘狀，略側扁，頭小而尖，嘴大，身體被圓鱗。體呈灰藍色，並佈滿許多斑點，體背部為黑色，側線邊為橘色。脂鰭有紅色的邊緣，背鰭硬棘3至4枚；背鰭軟條10至15枚；臀鰭硬棘3至4枚；臀鰭軟條9至14枚。體長可達140公分。

## 生態
本魚為洄游性魚類，個體在淡水中生活1至5年後，洄游至大海生活6個月至5年。成魚在河中繁殖，偏愛寒冷，溶氧量高的丘陵地水域，屬肉食性，稚魚主要捕食水生與陸棲的昆蟲；成魚捕食軟體動物，甲殼動物與小魚。。

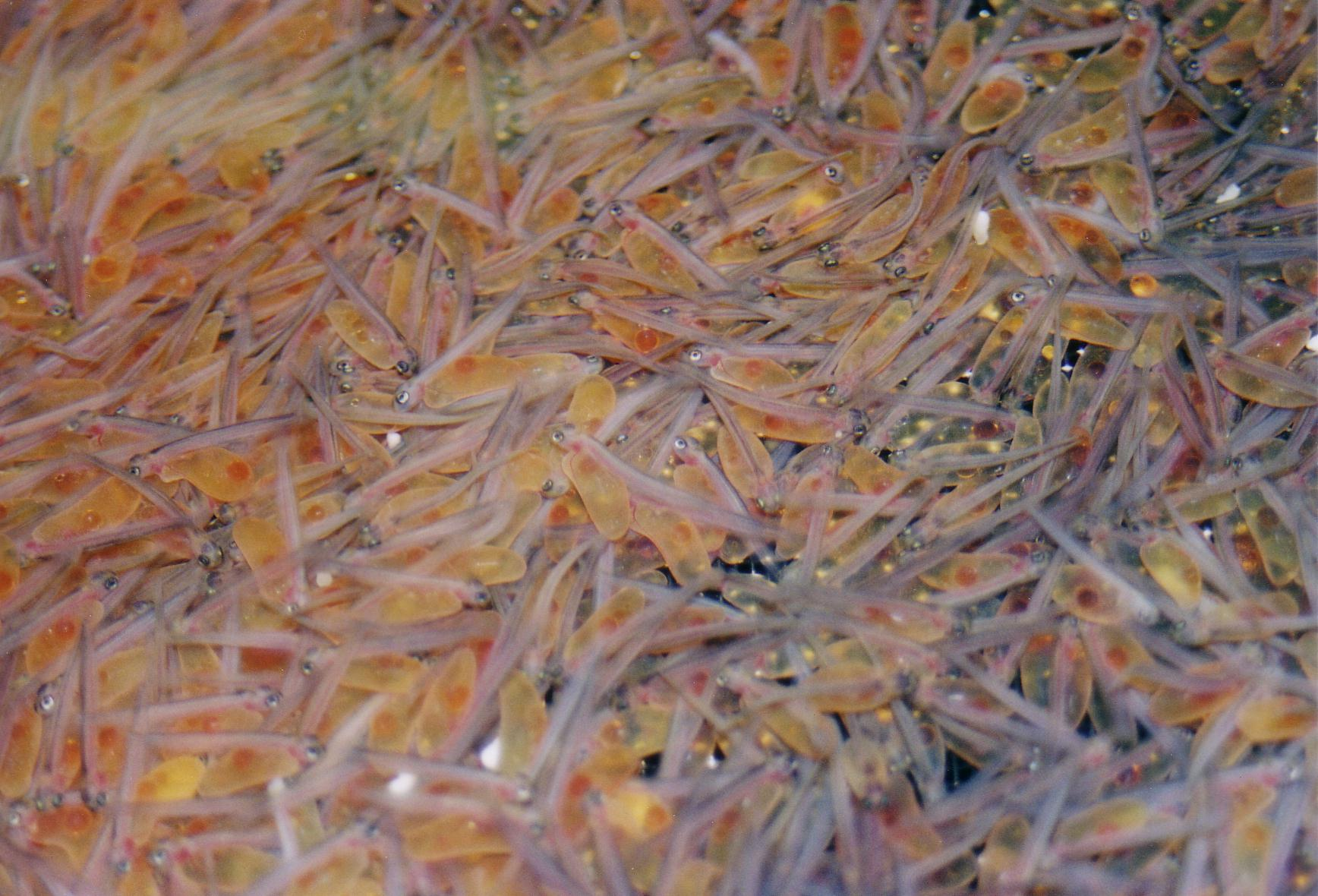
稚魚
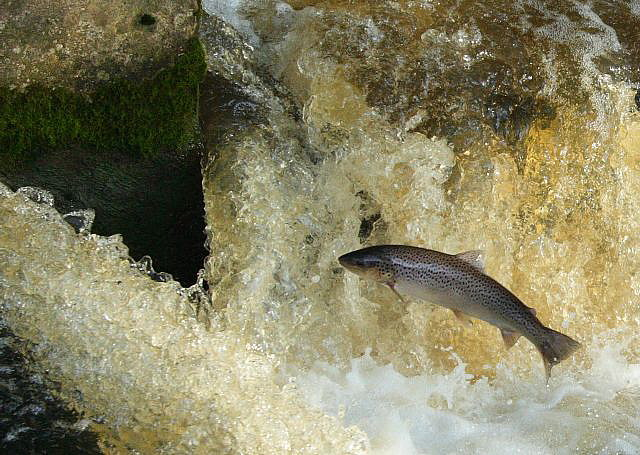
魚躍

## 分类
褐鳟的亚种或变种的确切分类仍未有定论，被描述的主要有5个亚种：
- 咸海鱒（Salmo trutta aralensis）
- 河鱒（Salmo trutta fario）：又稱亞東鮭。
- 湖鱒（Salmo trutta lacustris）
- 尖鱒（Salmo trutta oxianus）
- 海鳟（Salmo trutta trutta）

## 經濟利用
為高經濟價值的食用魚及養殖魚類，適合各種烹飪方式食用，但在某些地區可能造成生態衝擊。國際自然保護聯盟物種存續委員會的入侵物種專家小組（ISSG）列為世界百大外來入侵種。